# Trapani
Trapani är en stad, kommun och huvudort i kommunala konsortiet Trapani, innan 2015 provinsen Trapani, i regionen Sicilien i Italien. Kommunen hade 67 923 invånare (2017). Den 20 februari 2021 bildade åtta av kommunens frazione Fontanasalsa, Guarrato, Rilievo, Locogrande, Marausa, Palma, Salinagrande och Pietretagliate den ny kommunen Misiliscemi. Ytan av Trapani minskade med 93 km² och befolkning med cirka 8 500.
Trapani grundades av elymer, för att tjäna som hamn till bergsbyn Erice. Fortfarande har staden sin betydelse som fiskehamn och det omgivande havet är viktigt för stadens ekonomi.
Staden led stor skada under Andra världskriget, då den bombarderades av allierade styrkor. Efter krigets slut har staden expanderat och invånarantalet år 2008 var omkring 70 000.
Från Trapani nås även de närliggande Egadiska öarna. Färjor från Trapani går också till Pantelleria, Sardinien och Tunisien. I närheten av staden finns en flygplats, Trapani-Birgi flygplats.

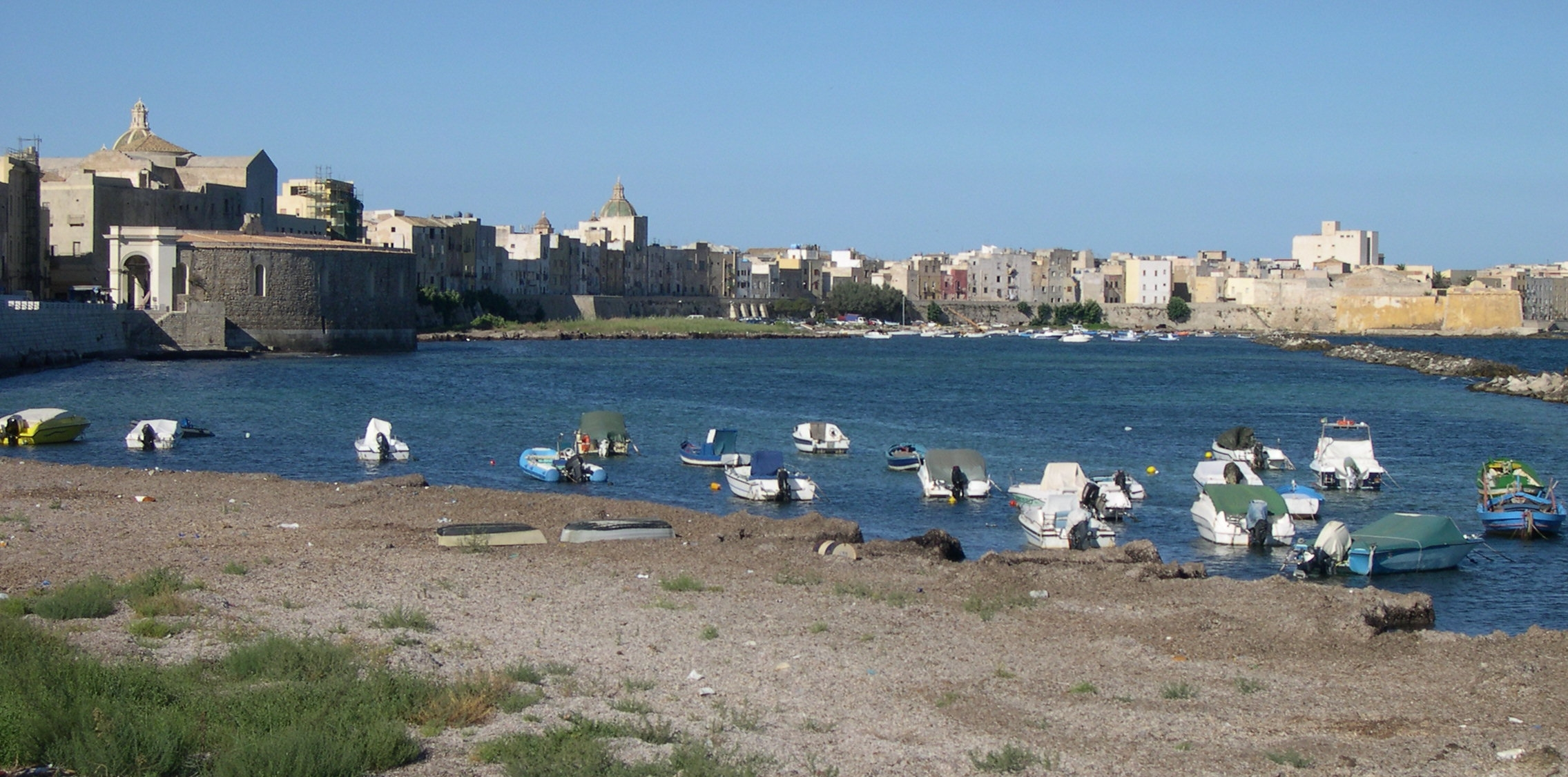
Gamla staden i Trapani

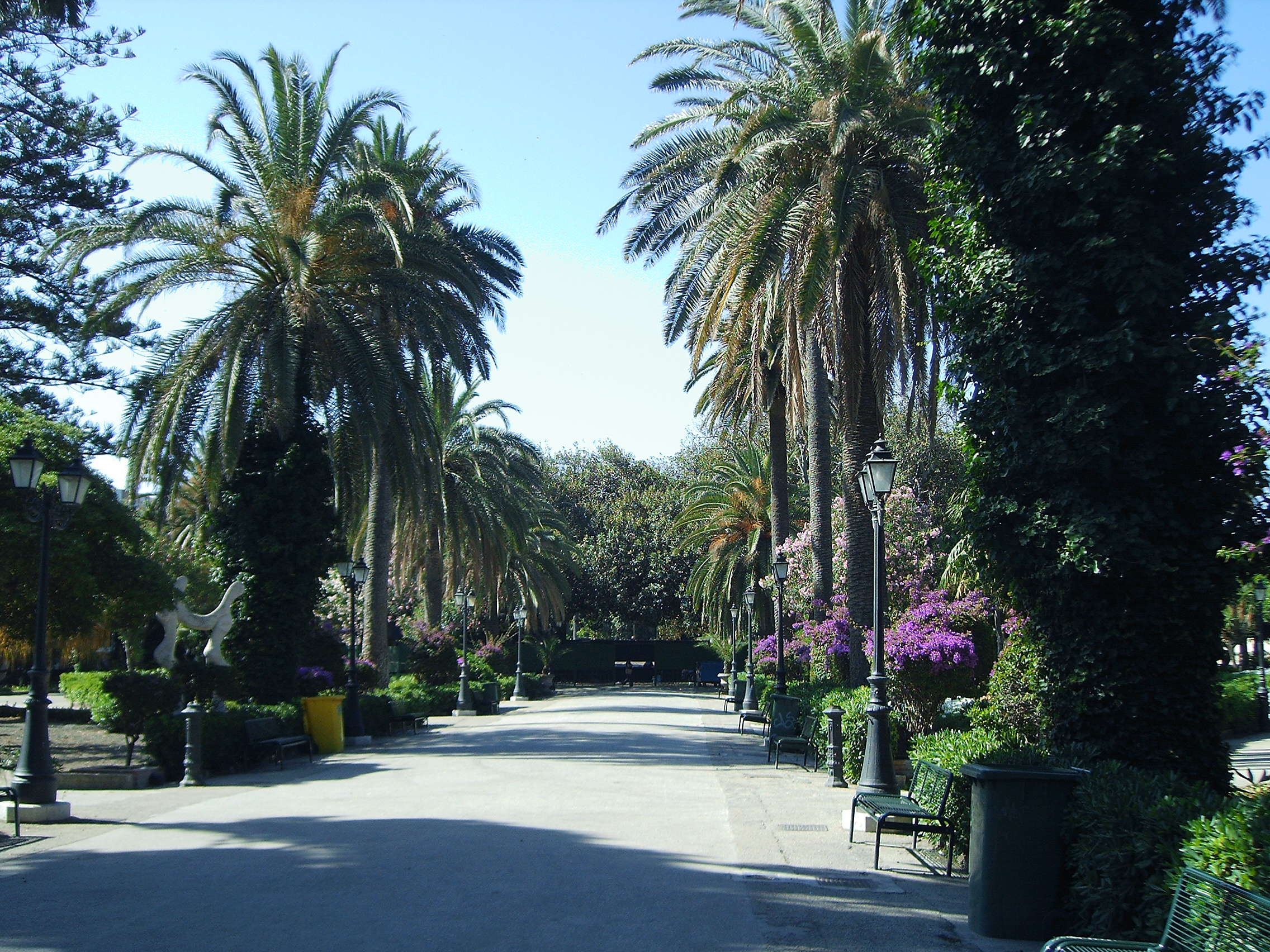
Park i Trapani